# Fall Ewald Schlitt
Der Fall Ewald Schlitt war ein Justizmord des Jahres 1942 auf persönliche Veranlassung Adolf Hitlers.

## Strafrechtliches Vorgehen
Am 14. März 1942 wurde der Wilhelmshavener Werftarbeiter Ewald Schlitt vom Landgericht Oldenburg zu einer fünfjährigen Zuchthausstrafe verurteilt. Die Strafe beruhte darauf, dass Schlitt seine Ehefrau im Sommer 1940, nachdem sie ihm eine sexuelle Beziehung zu einem anderen Mann gestanden hatte, aus Eifersucht so schwer misshandelt hatte, dass sie in eine Heilanstalt eingewiesen werden musste. Dort steckte sie sich mit einer Darmgrippe an und starb an den Folgen.
Das Landgericht sah es als erwiesen an, dass der Tatbestand der Körperverletzung mit Todesfolge erfüllt war. Die Anwendung der Gewaltverbrecherverordnung lehnte das Gericht hingegen ausdrücklich ab, da der Täter nicht vorbestraft war, zwar jähzornig, aber nicht kaltblütig gehandelt habe und aufgrund einer Krankheit überempfindlich gewesen sei.
Eine Woche nach der Verurteilung erfuhr Hitler davon aus einem irreführenden Bericht der Berliner Nachtausgabe. Noch in derselben Nacht rief er den geschäftsführenden Justizminister Schlegelberger an und ordnete ihm gegenüber die Verhängung der Todesstrafe an. Der Minister holte umgehend Informationen aus Oldenburg ein und ließ den amtierenden Oberreichsanwalt am 24. März „außerordentlichen Einspruch“ gegen das Urteil beim Reichsgericht in Leipzig einlegen, eine Verfahrensart, für die drei Jahre zuvor ein eigener Strafsenat eingerichtet worden war. Den Vorsitz dort führte der Reichsgerichtspräsident Bumke, der nur zwei Tage später die Hauptverhandlung gegen den inzwischen ins Leipziger Untersuchungsgefängnis überführten Schlitt für den 31. März anberaumte. Nach einer viereinhalbstündigen Verhandlung wurde Schlitt ohne jede Einlassung auf die Strafgründe des Landgerichts Oldenburg nach § 1 der Gewaltverbrecherverordnung zum Tode verurteilt. Vollstreckt wurde das Urteil am Morgen des 2. April in Dresden.
Bumke soll sich vor negativen Reaktionen Hitlers gefürchtet haben, wenn er sich dessen Anweisungen widersetzte, und daher Schlitt geopfert haben, um Schaden von der Justiz abzuwenden. In der Folge beanstandeten aber die Oldenburger Richter den Prozessverlauf beim Präsidenten des Oberlandesgerichts Oldenburg. Der wiederum trug die Beschwerde dem Gauleiter Carl Röver vor. Als dieser sich schließlich mit Hitler darüber austauschte, soll Hitler erklärt haben, er sei „vom Justizministerium falsch informiert worden“.
Hitlers Misstrauen gegen die Justiz war groß, was durch eine Vielzahl von Quellen belegt ist. Daher war es für Eingeweihte wenig überraschend, als der sich dreieinhalb Wochen später in seiner letzten Reichstagsrede am 26. April 1942 gegen die Richterschaft wandte und sich vom Reichstag zum obersten Gerichtsherrn bestellen ließ. An die Justiz gewandt, proklamierte er:

„[…] Ich habe – um nur ein Beispiel zu erwähnen – kein Verständnis dafür, daß ein Verbrecher, der im Jahr 1937 heiratet und dann seine Frau so lange mißhandelt, bis sie endlich geistesgestört wird und an den Folgen einer letzten Mißhandlung stirbt, zu fünf Jahren Zuchthaus verurteilt wird, in einem Augenblick, in dem Zehntausende brave deutsche Männer sterben müssen, um der Heimat die Vernichtung durch den Bolschewismus zu ersparen. Das heißt also, um ihre Frauen und Kinder zu schützen. Ich werde von jetzt ab in diesen Fällen eingreifen und Richter, die ersichtlich das Gebot der Stunde nicht erkennen, ihres Amtes entheben.“

## Rechtliche Einordnung
Nach Aushöhlung der wichtigsten Grundrechte und Wegfall jeglicher Grundrechtsgarantien sowie der Aufhebung des Gewaltenteilungsgrundsatzes im Jahr 1933 beseitigte Hitler 1934 das Föderalismusprinzip und ernannte sich noch im Monat der gegen Schlitt verhängten Todesstrafe 1942 zum obersten Gerichtsherrn. Damit waren alle Prinzipien der Rechtsstaatlichkeit der Weimarer Reichsverfassung vollständig durchbrochen. Der Fall Schlitt zeigt laut Uwe Wesel insbesondere auf, dass im Krieg der „Normenstaat“ einem „Maßnahmenstaat“ gewichen war. Auf Geheiß der politischen Führung griff der Staat unmittelbar auf den Einzelnen zu, die richterliche Unabhängigkeit war der Bedeutungslosigkeit anheimgefallen.
Der ehemalige Präsident des Bundesgerichtshofs, Günter Hirsch, merkte im Jahr 2000 in seiner Rede zum fünfzigjährigen Bestehen des Gerichts in Karlsruhe an: Das Todesurteil, das das Reichsgericht unter persönlicher Leitung Erwin Bumkes gegen Ewald Schlitt 1942 verhängte, war „nichts anderes […] als ein Justizmord.“